# Deronectes syriacus
Deronectes syriacus är en skalbaggsart som beskrevs av Wewalka 1971. Deronectes syriacus ingår i släktet Deronectes och familjen dykare. Inga underarter finns listade i Catalogue of Life.